# Sevens World Series 2014-2015
Il Sevens World Series 2014-2015 è stata la sedicesima edizione del torneo internazionale di rugby a 7. La vittoria finale è andata alle Figi che dopo nove anni hanno conquistato il loro secondo titolo.

## Formato
La competizione è una serie di tornei dove le squadre partecipanti ottengono un punteggio secondo i piazzamenti nei vari tornei al fine di determinare la classifica finale che assegnerà il vincitore.
In ogni torneo partecipano 16 squadre, alle 15 del core teams, ovvero le squadre che hanno acquisito il diritto a partecipare a tutti i tornei della serie, si aggiunge una ad invito rappresentate il continente dove si svolge il torneo.
Al torneo di Hong Kong di disputa inoltre un torneo separato di qualificazione con 12 squadre, la cui vincitrice parteciperà all'edizione successiva delle World Series. 
In ogni torneo sono assegnati quattro trofei, in ordine discendente di prestigio: Cup, al vincitore dell'evento, Plate, Bowl e Shield. 
Nella prima fase le squadre sono divise in gironi da quattro formazioni, che disputano un girone all'italiana. Sono attribuiti 3 punti per la vittoria, 2 per il pareggio, uno per la sconfitta, 0 se si dà forfait. A parità di punti sono considerati:
1. Confronto diretto.
2. Differenza punti.
3. Differenza mete.
4. Punti segnati.
5. Sorteggio.

Nella seconda fase ad eliminazione diretta, le prime due di ogni girone competono per la Cup. Le perdenti dei quarti di finale passano nel tabellone per il Plate. Il Bowl è conteso fra le terze e quarte dei gironi, mentre per lo Shield giocano i perdenti dei quarti di finale del Bowl.
Punteggi
| Torneo             | Vincitore | Finalista | Terza         | Quarta        |
| Torneo             | Vincitore | Finalista | Semifinaliste | Semifinaliste |
| ------------------ | --------- | --------- | ------------- | ------------- |
| Cup 1-4 posto      | 22        | 19        | 17            | 15            |
| Plate 5-8 posto    | 13        | 12        | 10            | 10            |
| Bowl 9-12 posto    | 8         | 7         | 5             | 5             |
| Shield 12-16 posto | 3         | 2         | 1             | 1             |

Se due squadre sono a pari punti a fine stagione si usano i seguenti metodi per stabilire la classifica:
1. Differenza punti in stagione
2. Totale mete in stagione
3. Se non sono bastati i criteri sopra le squadre sono pari

Per questa edizione il torneo è valido come qualificazioni al torneo olimpico di Rio 2016. Le prime quattro classificate otterranno la qualificazione per il torneo.
La squadra ultima classificata delle core teams verrà sostituita nell'edizione 2015-16 dalla vincitrice del torneo di qualificazione di Hong Kong.

## Squadre partecipanti
Le 15 core teams per la stagione 2014-15 sono le seguenti:
| Nuova Zelanda | Inghilterra | Stati Uniti |
| Sudafrica     | Galles      | Canada      |
| Figi          | Australia   | Scozia      |
| Samoa         | Francia     | Portogallo  |
| Kenya         | Argentina   | Giappone    |

## Tornei 2014-15
| Tornei 2014–15      | Tornei 2014–15                             | Tornei 2014–15      | Tornei 2014–15 |
| Torneo              | Località                                   | Date                | Vincitore      |
| ------------------- | ------------------------------------------ | ------------------- | -------------- |
| Australia Sevens    | Cbus Super Stadium, Gold Coast             | 11-12 ottobre 2014  | Figi           |
| Dubai Sevens        | The Sevens, Dubai                          | 5-6 dicembre 2014   | Sudafrica      |
| South Africa Sevens | Nelson Mandela Bay Stadium, Port Elizabeth | 13-14 dicembre 2014 | Sudafrica      |
| Wellington Sevens   | Westpac Stadium, Wellington                | 6-7 febbraio 2015   | Nuova Zelanda  |
| USA Sevens          | Sam Boyd Stadium, Las Vegas                | 13-14 febbraio 2015 | Figi           |
| Hong Kong Sevens    | Hong Kong Stadium, Hong Kong               | 27-29 marzo 2015    | Figi           |
| Japan Sevens        | Stadio Principe Chichibu, Tokyo            | 4-5 aprile 2015     | Inghilterra    |
| Scotland Sevens     | Scotstoun Stadium, Glasgow                 | 9-10 maggio 2015    | Figi           |
| London Sevens       | Twickenham, Londra                         | 16-17 maggio 2015   | Stati Uniti    |

## Classifica generale
| Pos.             | Squadra            | Australia | Dubai | S.Africa | N.Zelanda | U.S.A. | Hong Kong | Giappone | Scozia | Inghilterra | TOTALE |
| ---------------- | ------------------ | --------- | ----- | -------- | --------- | ------ | --------- | -------- | ------ | ----------- | ------ |
| 1                | Figi               | 22        | 17    | 12       | 13        | 22     | 22        | 17       | 22     | 17          | 164    |
| 2                | Sudafrica          | 15        | 22    | 22       | 17        | 17     | 17        | 19       | 13     | 12          | 154    |
| 3                | Nuova Zelanda      | 13        | 15    | 19       | 22        | 19     | 19        | 13       | 19     | 13          | 152    |
| 4                | Inghilterra        | 17        | 10    | 10       | 19        | 12     | 10        | 22       | 17     | 15          | 132    |
| 5                | Australia          | 10        | 19    | 17       | 12        | 13     | 13        | 7        | 10     | 19          | 120    |
| 6                | Stati Uniti        | 8         | 5     | 13       | 10        | 15     | 12        | 8        | 15     | 22          | 108    |
| 7                | Scozia             | 5         | 12    | 10       | 15        | 5      | 8         | 12       | 12     | 10          | 89     |
| 8                | Argentina          | 12        | 13    | 15       | 7         | 7      | 10        | 2        | 7      | 7           | 80     |
| 9                | Canada             | 3         | 3     | 8        | 3         | 10     | 5         | 15       | 10     | 10          | 67     |
| 10               | Samoa              | 19        | 8     | 2        | 2         | 5      | 15        | 5        | 3      | 5           | 64     |
| 11               | Francia            | 7         | 7     | 5        | 8         | 10     | 7         | 10       | 5      | 2           | 61     |
| 12               | Galles             | 10        | 10    | 5        | 5         | 2      | 5         | 5        | 8      | 5           | 55     |
| 13               | Kenya              | 2         | 2     | 7        | 10        | 8      | 3         | 1        | 5      | 8           | 46     |
| 14               | Portogallo         | 5         | 5     | 3        | 5         | 3      | 1         | 3        | 2      | 1           | 28     |
| 15               | Giappone           | 1         | 1     | 1        | 1         | 1      | 2         | 10       | 1      | 3           | 21     |
| Squadre invitate |                    |           |       |          |           |        |           |          |        |             |        |
| 16               | Brasile            | -         | 1     | -        | -         | 1      | -         | -        | -      | 1           | 3      |
| 17               | Samoa Americane    | 1         | -     | -        | -         | -      | -         | -        | -      | -           | 1      |
| 17               | Belgio             | -         | -     | -        | -         | -      | 1         | -        | -      | -           | 1      |
| 17               | Hong Kong          | -         | -     | -        | -         | -      | -         | 1        | -      | -           | 1      |
| 17               | Papua Nuova Guinea | -         | -     | -        | 1         | -      | -         | -        | -      | -           | 1      |
| 17               | Russia             | -         | -     | -        | -         | -      | -         | -        | 1      | -           | 1      |
| 17               | Zimbabwe           | -         | -     | 1        | -         | -      | -         | -        | -      | -           | 1      |

## Risultati Tornei

### Gold Coast
| Trofeo | Finaliste                     | Semifinaliste              |
| ------ | ----------------------------- | -------------------------- |
| Cup    | Figi 31-24 Samoa              | Inghilterra 19-0 Sudafrica |
| Plate  | Nuova Zelanda 36-21 Argentina | Australia e Galles         |
| Bowl   | Stati Uniti 31-15 Francia     | Portogallo e Scozia        |
| Shield | Canada 40-7 Kenya             | Samoa Americane e Giappone |

### Dubai Sevens
| Trofeo | Finaliste                | Semifinaliste            |
| ------ | ------------------------ | ------------------------ |
| Cup    | Sudafrica 33-7 Australia | Figi 26-12 Nuova Zelanda |
| Plate  | Argentina 26-12 Scozia   | Inghilterra e Galles     |
| Bowl   | Samoa 31-21 Francia      | Portogallo e Stati Uniti |
| Shield | Canada 19-12 Kenya       | Brasile e Giappone       |

### South Africa Sevens
| Trofeo | Finaliste                     | Semifinaliste             |
| ------ | ----------------------------- | ------------------------- |
| Cup    | Sudafrica 26-17 Nuova Zelanda | Australia 34-19 Argentina |
| Plate  | Stati Uniti 21-14 Figi        | Inghilterra e Scozia      |
| Bowl   | Canada 24-5 Kenya             | Francia e Galles          |
| Shield | Portogallo 19-14 Samoa        | Giappone e Zimbabwe       |

### Wellington Sevens
| Trofeo | Finaliste                       | Semifinaliste                 |
| ------ | ------------------------------- | ----------------------------- |
| Cup    | Nuova Zelanda 27-21 Inghilterra | Sudafrica 40-7 Scozia         |
| Plate  | Figi 24-0 Australia             | Kenya e Stati Uniti           |
| Bowl   | Francia 29-5 Argentina          | Portogallo e Galles           |
| Shield | Canada 26-10 Samoa              | Giappone e Papua Nuova Guinea |

### USA Sevens
| Trofeo | Finaliste                   | Semifinaliste              |
| ------ | --------------------------- | -------------------------- |
| Cup    | Figi 35-19 Nuova Zelanda    | Sudafrica 31-0 Stati Uniti |
| Plate  | Australia 21-14 Inghilterra | Canada e Francia           |
| Bowl   | Kenya 24-21 Argentina       | Scozia e Samoa             |
| Shield | Portogallo 19-12 Galles     | Brasile e Giappone         |

### Hong Kong Sevens
| Trofeo | Finaliste                   | Semifinaliste           |
| ------ | --------------------------- | ----------------------- |
| Cup    | Figi 33-19 Nuova Zelanda    | Sudafrica 26-5 Samoa    |
| Plate  | Australia 21-17 Stati Uniti | Argentina e Inghilterra |
| Bowl   | Scozia 26-5 Francia         | Galles e Canada         |
| Shield | Kenya 26-7 Giappone         | Belgio e Portogallo     |

### Japan Sevens
| Trofeo | Finaliste                   | Semifinaliste      |
| ------ | --------------------------- | ------------------ |
| Cup    | Inghilterra 21-14 Sudafrica | Figi 21-9 Canada   |
| Plate  | Nuova Zelanda 21-14 Scozia  | Francia e Giappone |
| Bowl   | Stati Uniti 17-12 Australia | Samoa e Galles     |
| Shield | Portogallo 12-7 Argentina   | Hong Kong e Kenya  |

### Scotland Sevens
| Trofeo | Finaliste                | Semifinaliste                 |
| ------ | ------------------------ | ----------------------------- |
| Cup    | Figi 24-17 Nuova Zelanda | Inghilterra 24-19 Stati Uniti |
| Plate  | Sudafrica 12-10 Scozia   | Australia e Canada            |
| Bowl   | Galles 12-7 Argentina    | Francia e Kenya               |
| Shield | Samoa 22-12 Portogallo   | Giappone e Russia             |

### London Sevens
| Trofeo | Finaliste                     | Semifinaliste          |
| ------ | ----------------------------- | ---------------------- |
| Cup    | Stati Uniti 45-22 Australia   | Figi 26-12 Inghilterra |
| Plate  | Nuova Zelanda 26-14 Sudafrica | Canada e Scozia        |
| Bowl   | Kenya 26-12 Argentina         | Samoa e Galles         |
| Shield | Giappone 21-19 Francia        | Brasile e Portogallo   |